# Nagy Béla (játékvezető)
Nagy Béla (Budapest, 1937. február 26. – 2024. szeptember 17.) magyar nemzetközi labdarúgó-játékvezető. Polgári foglalkozása, a BKV kábelosztályának munkatársa.

## Pályafutása

### Labdarúgóként
Gyerekéveiben az akkori BSZKRT igazolt kölyökjátékosa volt. 1955-ben a Főv. Villamos Vasút BLSZ I. osztályában rúgta a labdát. Csapatuk 1957-ben bajnokságot nyert az NB. II-ben, majd 1959-1961 között BKV Előre SC néven bekerültek az akkori NB. I/B-be.

### Labdarúgó-játékvezetőként

#### Nemzeti játékvezetés
Játékos pályafutása végén, 1960-ban vizsgázott játékvezetésből, 1964-től megszerezte a Budapesti Labdarúgó-szövetség I. osztályú játékvezetői minősítését. 1967-ben tagja lett az országos keretnek, majd 1969-től az A-keret játékvezetőjévé minősítették. Az első osztályban 1971-ben debütált. Kiegyensúlyozott személyiségének köszönhetően szinte minden héten vezetőbíró volt. Foglalkoztatására jellemző, hogy az 1983/1984-es bajnoki idényben 14 mérkőzést vezethetett. Pályafutásának végét, az 50. életév betöltése előtt a sportszerűsége okozta. Központi utasítás volt, ha a játékvezető észreveszi, hogy a játéktéren komolytalan játék folyik, és felszólítás után sem fejezik be, akkor be kell szüntetni a mérkőzést. Megtette, de valamilyen (!) meggondolásból többet nem küldték mérkőzésre. Az aktív nemzeti játékvezetéstől 1988-ban búcsúzott. Második ligás mérkőzéseinek száma: 210. Első ligás mérkőzéseinek száma: 195.
| Időpont         | Helyszín                  | Mérkőzés típusa         | Mérkőzés                            | Eredmény |
| --------------- | ------------------------- | ----------------------- | ----------------------------------- | -------- |
| 1971. május 9.  | DVTK-stadion, Diósgyőr    | első NB I-es mérkőzés   | Diósgyőri VTK–Szegedi EOL           | 2 – 2    |
| 1988. június 1. | ZTE stadion, Zalaegerszeg | utolsó NB I-es mérkőzés | Zalaegerszegi TE–Tatabányai Bányász | 0 – 0    |

##### Nemzeti kupamérkőzések
Vezetett Kupa-döntők száma: 2.

###### Szabad Föld Kupa
1964 óta a falusi labdarúgók kupadöntőjét, a Szabad Föld-kupa döntőjét rendszeresen a Magyar Népköztársasági Kupa döntő előmérkőzéseként bonyolították le. A döntőben való részvételre az az alsóbb osztályú együttes jogosult, amelyik a legmesszebb jutott a Magyar Népköztársasági Kupában.
| Időpont          | Helyszín                    | Mérkőzés típusa | Mérkőzés                                 | Eredmény | Nézők száma |
| ---------------- | --------------------------- | --------------- | ---------------------------------------- | -------- | ----------- |
| 1973. május 1.   | Népstadion, Budapest        | döntő           | Barcsi SC–Hajdúböszörményi Mg. Gépjavító | 8 : 3    | 1000        |
| 1980. június 10. | Üllői úti Stadion, Budapest | döntő           | Üllő SE–Bajai LSE                        | 5 : 4    | 2000        |

#### Nemzetközi játékvezetés
A Magyar Labdarúgó-szövetség (MLSZ) Játékvezető Bizottsága (JB) terjesztette fel nemzetközi játékvezetőnek, a Nemzetközi Labdarúgó-szövetség (FIFA) 1974-től tartotta nyilván bírói keretében. Több nemzetek közötti válogatott és klubmérkőzést vezetett vagy partbíróként szolgált. Nemzetközi pozíciójától 1979-ben búcsúzott. Nemzetközi játékvezetőként 35 különböző találkozón fújta a sípot. Válogatott mérkőzéseinek száma: 2.

## Sportvezetőként
1988-tól – 2009-ig az MLSZ Játékvezető Testület (JT) majd Játékvezető Bizottság (JB) országos ellenőre, a JB iroda adminisztrátora.

## Szakmai sikerek
1984-ben Szlávik András a JB elnöke több évtizedes játékvezetői pályafutásának elismeréseként aranyjelvény kitüntetésbe részesítette. 2007-ben 70. születésnapjára a 47 éves játékvezetői tevékenységének elismeréseként az MLSZ JB-től aranygyűrűt kapott.

## Statisztika

### Nemzetközi válogatott mérkőzései
| #  | Dátum               | Helyszín                    | Hazai         | Eredmény | Vendég        | Kiírás     | Gólok | Esemény |
| -- | ------------------- | --------------------------- | ------------- | -------- | ------------- | ---------- | ----- | ------- |
| 1. | 1976. október 6.    | Prága, Stadion Letná        | Csehszlovákia | 3 – 2    | Románia       | barátságos | -     |         |
| 2. | 1977. szeptember 7. | Volgográd, Központi Stadion | Szovjetunió   | 4 – 1    | Lengyelország | barátságos | -     |         |
|    | Összesen            |                             |               | 2        | mérkőzés      |            |       |         |

## Külső hivatkozások
- Nagy Béla. World Referee. [2012. október 4-i dátummal az eredetiből archiválva]. (Hozzáférés: 2011. szeptember 12.)
- Nagy Béla. footballdatabase.eu. (Hozzáférés: 2011. szeptember 12.)
- Nagy Béla. eu-football.info. (Hozzáférés: 2013. június 12.)
- Nagy Béla. szabadfold.hu. [2016. január 13-i dátummal az eredetiből archiválva]. (Hozzáférés: 2011. szeptember 12.)

| Elődje: Bana Antal | Szabad Föld Kupadöntő 1972–1973 | Utódja: Teuschler Ferenc |

| Elődje: Jaczina Róbert | Szabad Föld Kupadöntő 1979–1980 | Utódja: Nagy Miklós |